# Altenauer Brauerei
L’Altenauer Brauerei est une brasserie d'Altenau.

## Histoire
L'histoire de la brasserie est liée à l'histoire locale. Avec l'octroi du privilège urbain en 1617, Altenau reçoit également le droit de brassage. Les maisons autorisées à brasser de la bière produisent leur propre bière jusqu'en 1622, avant qu'une brasserie communale centrale ne soit construite à la jonction avec la Kleine Oker, que l'on retrouve également sur la gravure de 1650. En tant qu'institution municipale, le maître brasseur spécialement nommé est sous la tutelle de la ville, qui détermine également l'ordre des personnes autorisées à brasser. En 1672, une nouvelle brasserie est construite sur le même site.
On brasse de la Süßbier et de la Gose qui sont vendues dans les établissements locaux. Le produit de la vente de la bière fait l'objet d'un octroi à destination de l'église et l'école.
Jusqu'en 1754, il y a une soixantaine de brassages par an, à partir de 1754 seulement une trentaine. L'organisation et l'administration de la brasserie sont sous le contrôle de la ville jusqu'en 1815. Le 25 février 1815, cependant, plusieurs brasseurs autorisés se plaignent contre les maîtres brasseurs Löding et Fahlbusch, de sorte qu'un administrateur de brassage et un contrôleur de brassage sont nommés, donnant plus d'importance aux brasseurs autorisés.
En raison de conditions économiques défavorables, l'existence continue de l'installation est discutée pour la première fois en 1831. En 1853, huit brasseurs représentants prennent en charge la protection des intérêts des citoyens autorisés à brasser, et un an plus tard, Friedrich Hoffmeister est nommé à la tête. En 1870, la ville minière compte au total 176 bâtiments résidentiels, dont 152 sont autorisés à brasser. Jusqu'en 1904, la ville elle-même est considérée comme propriétaire des installations.
Le 18 février 1919, le conseil municipal déclare officiellement que la brasserie est désormais gérée et possédée par un comité administratif de citoyens habilités à brasser. Deux mois plus tard, le comité annonce que les négociations de vente sont en cours. Le 15 mai 1919, le maître brasseur de l'époque, Hermann Kolberg, remporte le contrat. Après la mort d'Hermann Kolberg, Paul Kolberg reprend l'entreprise de son père, il fait approfondir le puits de la brasserie à 107 mètres dans les années 1950. Jusqu'à la fin de la Seconde Guerre mondiale, le Harz oriental est une zone de vente importante. Ensuite, il y a de fortes réductions des ventes en raison de la frontière intérieure allemande, de sorte que la production de bière est temporairement arrêtée jusqu'en 1967 et la production limitée aux limonades. En 1964, son fils Hartmut Kolberg rejoint la brasserie. En 1967, il fait construire de nouvelles caves de stockage et cuves de fermentation, et en 1975 une nouvelle salle de brassage avec trois brassins d'une capacité totale de 3 000 litres. Kolberg dirige l'entreprise jusqu'en 2005. De 2005 à 2012, Andreas Marx dirige la brasserie Paul Kolberg GmbH.
En 2012, l'entreprise fait faillite. L'acheteur est la Klosterkammer Hannover, qui s'occupe de l'abbaye de Wöltingerode et a repris la marque Altenauer. Une publicité de la brasserie fait sensation en 2013, dans laquelle une "sorcière moderne" sans ventre et portant un pantalon moulant sur un balai fait la publicité d'un produit de la brasserie ; une association féministe locale proteste. En 2013, la bière brassée est acheminée à la Brauerei Westheim par camion-citerne après que l'usine d'embouteillage des années 1960 ne peut plus être réparée. En 2014, Klosterkammer réalise son plus gros investissement dans la brasserie, d'un montant de 4,9 millions d'euros, après la construction d'un nouveau hall de production comprenant un système de remplissage, de nettoyage des bouteilles et des caisses. Dans le cas des bières artisanales Klosternacht et Klosterkeller présentées en 2017, il s'est avéré que la bière était fournie avec des copeaux de bois au lieu d'être stockée dans des fûts en bois comme annoncé sur l'étiquette. Depuis 2017, la coopérative brassicole Nordstadt braut , qui compte 450 membres et dont le siège est situé dans le quartier de Nordstadt de Hanovre, fait produire et embouteiller sa bière à Altenau.
Fin janvier 2021, [Klosterkammer déclare vouloir fermer la brasserie le 1er février, car des investissements de 2 millions d'euros doivent être réalisés dans la salle de brassage pour assurer la pérennité de la brasserie. Les ventes annuelles souhaitées de 16 000 hectolitres ne sont pas non plus atteintes. L'annonce de la fermeture suscite une réaction d'opposition. Les renégociations nécessaires avec les acheteurs potentiels aboutissent à un résultat positif des négociations, de sorte qu'un consortium composé du maître brasseur Joachim Kilian, de la famille Schneider et du fabricant de jus de fruits Creydt de Dassel dirige l'entreprise sous le nom d'Altenauer Brauerei GmbH depuis avril 2021. En février 2022, les propriétaires ont investi dans deux cuves de fermentation à température contrôlée, chacune d'une capacité de 25 000 litres, ainsi que 12 cuves de stockage d'une capacité totale de 1 040 hectolitres. De plus, il y a d'autres innovations techniques telles que des systèmes entièrement automatiques pour le remplissage et le vidage des caisses de boissons et des rénovations de bâtiments.

## Production
- Altenauer Harzer Dunkel: 5,00 %vol.
- Altenauer Maibock: 6,5 %vol.
- Harzer Pilsener: 5,00 %vol.
- Harzer Hüttenbier: 5,00 %vol.
- Harzer Urstoff: 5,00 %vol.
- Altenauer Export: 5,00 %vol.
- Altenauer Edel-Pils: 5,00 %vol.
- Altenauer Freiheit (bière sans alcool)
- Kräuterlimonade
- Malzbier

Le houblon pour les bières vient de Tettnang et l'orge vient de Wöltingerode.